# Тью, Томас
Томас Тью (англ. Thomas Tew, 1649 (предположительно) — 1695), также известный как Род-Айлендский пират — английский капер и пират. Базировался в Ньюпорте (Род-Айленд), где был чрезвычайно популярен. Хотя Тью совершил только два крупных путешествия и погиб во время второго из них, он впервые проплыл путём, известным позже как Пиратский круг. Многие знаменитые пираты, включая Генри Эвери и Уильяма Кидда, плавали этим путём после Тью.

## Биография
Хотя Тью утверждал, что его предки жили в Род-Айленде с 1640 года, вероятнее всего, он родился в Англии, в Нортгемптоншире, и эмигрировал в колонии вместе со своей семьёй, когда был ещё ребёнком. Он жил в Ньюпорте, был женат и имел двух дочерей. После того, как Тью разбогател, его семья переселилась в Нью-Йорк и играла там заметную роль в светской жизни.
Около 1690 года, Тью переселяется на Бермудские острова. Хотя уже в это время он имеет репутацию пирата, точно неизвестно, был ли он в действительности в это время пиратом или имел каперский патент для нападения на французские и испанские суда.

### Первое плавание
В 1692 году Томас Тью получил каперский патент от губернатора Бермудских островов. Его сторонники на островах снарядили ему семидесятитонный шлюп «Эймити» (англ. Amity) с восемью пушками и экипажем из сорока шести человек. Тью отплыл в декабре 1692 года с намерением нападать на французские корабли у берегов Гамбии. Однако вскоре после начала плавания он объявил о своём решении стать пиратом и попросил экипаж о поддержке, так как он не мог заняться противозаконной деятельностью без его согласия. Сообщается, что экипаж ответил рёвом «Золотая цепь или деревянная нога, мы будем с тобой». Новоиспечённые пираты избрали квартирмейстера, что было обычной практикой на пиратских кораблях для создания противовеса власти капитана.
В конце 1693 года Тью достиг Красного Моря и напал на большой корабль, шедший из Индии в Османскую Империю. Несмотря на огромный для того времени воинский гарнизон из 300 солдат, корабль сдался без сопротивления, не нанеся никакого ущерба нападавшим. Пираты Тью захватили груз, состоящий из ста тысяч фунтов стерлингов золотом и серебром, не считая стоимости слоновой кости, драгоценных камней, шёлка и пряностей. Будучи разделенной между членами экипажа, добыча составила от 1200 до 3000 фунтов на человека. Тью получил около 8000 фунтов.
Тью был намерен продолжать пиратство в Красном море, но встретил сопротивление квартирмейстера. Тогда он вернулся в Ньюпорт через мыс Доброй Надежды, остановившись на острове святой Марии около Мадагаскара для ремонта. Он вошёл в Ньюпорт в апреле 1694 года. Тью вернул все долги владельцам корабля. Последние в результате получили четырнадцатикратную стоимость судна.

### Второе плавание
В ноябре 1694 года Тью купил новый каперский патент у губернатора Нью-Йорка Флетчера и отплыл с экипажем численностью между 30 и 40 человек. К тому времени, как он достиг Мадагаскара, его экипаж каким-то образом увеличился до 50 или 60 человек. В Баб-эль-Мандебском проливе в августе 1695 года Тью обнаружил несколько пиратских кораблей, включая корабль Генри Эвери, надеявшихся повторить его прошлогодний успех. Тью и другие пираты решили объединиться. В сентябре 1695 года к проливу подошёл могольский конвой из 25 судов, и ночью прошёл мимо пиратов. Последние ринулись в погоню. «Эймити» напал на один из могольских кораблей, предположительно «Фатех Мухаммед». Предположительно, Тью был убит в сражении пушечным ядром. Экипаж был деморализован и немедленно сдался, хотя позже корабль Эвери, «Фэнси», захватил «Фатех Мухаммед» и освободил пиратов. Место захоронения Тью неизвестно.

## Флаг
По сообщениям, личный флаг Тью изображал белую руку, держащую меч, на чёрном поле. Возможно, это означало «мы готовы вас убить». Современные свидетельства об этом флаге отсутствуют.